# Héroes de Shipka
Héroes de Shipka (en búlgaro: Героите на Шипка; en ruso: Герои Шипки, Geroi Shipki) es una película dramática búlgaro-soviética de 1955. Cuenta la historia de la famosa Batalla del Paso de Shipka durante la guerra ruso-turca (1877-1878). Las compañías productoras eran Boyana Film, Bulgar Film y Lenfilm.
El film ganó el Premio a la mejor dirección en el Festival Internacional de Cine de Cannes de 1955.

## Reparto
- Ivan Pereverzev - Katorgin
- Viktor Avdyushko - Osnobishin
- Georgi Yumatov - Cossack Sashko Kozir
- Konstantin Sorokin - Makar Lizyuta
- Petko Karlukovsky - Borimechkata
- Apostol Karamitev - Petka
- Anatoli Alekseyev - Timofei
- Yevgeny Samoylov - Gen. Skobelev
- Aleksandr Smirnov
- Nikolai Massalitinov - Gorchakov
- Nikolai Simonov
- Bruno Freindlich
- Stefan Pejchev - Panayot
- Zheni Bozhinova - Boyka
- Katya Chukova - Ionka
- Vladimir Taskin - Benjamin Disraeli
- Dako Dakovski - Sultan Abdul Hamid II
- Konstantin Kisimov - Suleiman Pasha
- Encho Tagarov - Osman Pasha
- Vladimir Chobur - Stoletov
- Sergei Papov - Iosif Gurko
- Gancho Ganchev - Dukmasov